# Ronnie Biggs
Pour les articles homonymes, voir Biggs.
Ronnie Biggs (né Ronald Arthur Biggs le 8 août 1929 à Lambeth en Londres et mort le 18 décembre 2013) est un bandit anglais célèbre pour avoir participé à l'attaque du train postal Glasgow-Londres (en anglais The Great Train Robbery) le 8 août 1963.
Il est également connu pour avoir chanté sur deux titres des Sex Pistols.

## Le «coup du siècle»
Né dans une famille pauvre, il rencontre le cerveau de l'attaque du train postal Glasgow-Londres, Bruce Reynolds, en prison. 
Le butin de ce « coup du siècle » était constitué de 125 sacs remplis de billets de banque d'une valeur totale de 2,6 millions de £, l'équivalent d'environ 50 millions d'euros en 2012 (d'autres sources parlent d'un butin constitué de 128 sacs remplis de billets de banque d'une valeur totale de 2,631 millions de £, soit 65 millions d'euros en 2012). Biggs se considère comme le dernier « gentleman cambrioleur » et avoue avec orgueil qu’il a commencé à voler dès l’âge de 14 ans. Un vol de crayons dans une librairie lui valut sa première arrestation à 15 ans.
Après l'attaque légendaire du train postal, la plupart des membres de la bande sont arrêtés, et Biggs est condamné à trente ans de prison. Après quinze mois de détention, il réussit à s'évader de la prison de Wansworth le 8 juillet 1965 en passant un mur de huit mètres avec une échelle de corde. Il se réfugie à Paris, où il change de visage en ayant recours à la chirurgie esthétique et acquiert de nouveaux papiers d'identité. Un peu plus tard, en 1970 il s'installe discrètement à Adelaide, dans le Sud de l'Australie. Alors qu'il travaille à la construction de décors pour la chaîne de télévision Channel 10, un journaliste le reconnaît, l'opération de chirurgie esthétique étant imparfaite. Il se réfugie alors à Melbourne et la même année, quitte l'Australie pour le Brésil, laissant sur place sa femme Charmian et ses deux fils. Il devient alors, pendant  plus de trente années de sa vie, un fugitif très médiatisé même si son rôle fut limité dans le « Great Train Robbery ».

## Fuite à Rio de Janeiro
C'est presque sans le sou qu'il arrive en 1970 à Rio. Privé de permis de travail et contraint de se rendre deux fois par semaine au commissariat, Biggs a finalement vendu son image, se faisant payer grassement pour accorder des entretiens à la presse étrangère ou pour poser avec des touristes. En 1974, la police britannique le retrouve à Rio de Janeiro, mais la justice anglaise ne peut l'extrader car l'Angleterre n'a pas accepté la réciprocité d'extradition avec le Brésil, une condition indispensable pour le processus brésilien d'extradition. En plus, sa nouvelle compagne (Raimunda de Castro, une danseuse de boîte de nuit présumée être également une prostituée) est enceinte et la loi brésilienne ne permet pas à un parent d'un enfant brésilien d'être extradé. Ne craignant plus les autorités britanniques, Biggs mène une vie publique sans complexe. Bien que son statut de criminel l'empêche de pouvoir travailler, il ne se gêne pas pour narguer Scotland Yard : pour 50, puis 60 dollars, les touristes peuvent participer à un barbecue dans le jardin de sa maison et acheter des T-shirts sur lesquels est inscrit : « J'ai été à Rio et j'ai rencontré Biggs... C'est vrai. » Biggs se serait malgré tout rendu plusieurs fois en Angleterre sous une fausse identité pour le tournage d'un documentaire sur le Great Train Robbery.

## Carrière dans le show business
C'est à cette époque qu'il interprète deux morceaux en tant que chanteur pour The Great Rock'n'Roll Swindle, le film de Malcolm McLaren sur les Sex Pistols. Les enregistrements de No One Is Innocent et de Belsen Was a Gas se déroulent dans un studio brésilien avec le guitariste Steve Jones et le batteur Paul Cook peu après le dernier concert des Sex Pistols. D'autres pistes sont enregistrées plus tard au Royaume-Uni et le single No One Is Innocent sort et devient vite numéro 6 des ventes. La pochette montre Martin Bormann à la basse alors que c'est en fait l'acteur américain James Jeter qui joue sur l'enregistrement.
Après la tentative d'extradition, Ronnie a collaboré avec le bassiste américain Bruce Henry, Jaime Shields et Aureo de Souza pour enregistrer Mailbag Blues, un album racontant  sa vie qu'il avait l'intention d'utiliser comme base musicale pour un film. Cet album a été réédité en 2004 par whatmusic.com.
En 1981, Biggs est enlevé par un réseau de criminels qui parviennent à l'emmener à la Barbade. Ils espèrent négocier une rançon avec la police britannique. Le coup ne fonctionne pas et Biggs trouve des moyens légaux pour rejoindre le Brésil.
Le fils brésilien de Ronnie, Michael Biggs, apporte de nouveaux revenus à son père en devenant membre de « Turma do Balao Magico », un groupe d'enfants chantant pour le programme « Balao Magico », qui connaît un énorme succès au Brésil. Assez rapidement, le groupe est oublié et se dissout, ce qui repousse Biggs dans une situation financière difficile.
En 1991, Biggs chante pour la chanson Carnival In Rio (Punk Was) avec le groupe allemand Die Toten Hosen.

## Retour au Royaume-Uni et arrestation
En 2001, Biggs annonce au journal The Sun qu'il compte rentrer au Royaume-Uni. L'année a été difficile : après trois attaques cérébrales, son état de santé devient inquiétant et il ne peut plus supporter les frais médicaux. Biggs confie alors qu'il a envie de « boire une bière dans un pub de la station balnéaire de Margate », sa ville natale.
Biggs est conscient qu'il sera emprisonné dès son arrivée en Grande-Bretagne mais décide malgré tout d'y retourner le 7 mai 2001, il a 71 ans. Son voyage en avion privé est entièrement financé par le journal The Sun, qui offre aussi 20 000 livres à son fils Michael, en échange d'une totale exclusivité sur l'histoire de Biggs. Après une brève comparution à la mi-journée devant un tribunal de l'ouest londonien, Biggs a été transféré dans la prison de haute sécurité de Belmarsh (à Thamesmead, sud-est de Londres). Il reste à Biggs vingt-huit ans à purger. On lui refuse une réduction de peine bien qu'il ait subi deux attaques cardiaques depuis son retour.
En novembre 2001, Biggs lance une pétition dans le but d'obtenir une libération anticipée, évoquant ses problèmes de santé. Il subit quatre hospitalisations en six mois à l'hôpital Reine Elisabeth de Woolwich. Sa santé se détériore rapidement et il demande à être autorisé à vivre auprès de son fils pour qu'il puisse le soigner. Sa demande est rejetée.
En août 2005, on apprend que Biggs a contracté une forme assez grave de staphylocoque. Ses avocats, cherchant la clémence des instances de libération, affirment que la mort de leur client est imminente. Biggs a selon eux besoin d'un appareil respiratoire et éprouve de grandes difficultés à s'exprimer.
Le 1er juillet 2009 Jack Straw, alors ministre de la justice britannique, refuse sa demande de libération conditionnelle. Le 6 août 2009, le ministre annonce que Biggs sera autorisé à sortir de prison pour raison de santé. Il est admis à l'hôpital de Londres le 29 mai 2010. Le 17 novembre 2011, Biggs lance sa nouvelle autobiographie mise à jour, Odd Man Out : The Last Straw.
Il meurt le 18 décembre 2013 à la suite d'une longue maladie.